# 2022年世界水泳選手権スリナム選手団
2022年世界水泳選手権スリナム選手団は、2022年6月18日から7月3日までハンガリーのブダペストで開催された第19回世界水泳選手権のスリナム選手団、およびその競技結果。

## 選手団
- 人員: 選手 2人

## 選手名簿・結果
| 選手                 | 種目              | 予選   | 予選 | 準決勝   | 準決勝   | 決勝     | 決勝     |
| 選手                 | 種目              | 結果   | 順位 | 結果     | 順位     | 結果     | 順位     |
| -------------------- | ----------------- | ------ | ---- | -------- | -------- | -------- | -------- |
| アーヴィン・ホースト | 男子50m自由形     | 23秒96 | 59位 | 予選敗退 | 予選敗退 | 予選敗退 | 予選敗退 |
| アーヴィン・ホースト | 男子100m自由形    | 53秒95 | 77位 | 予選敗退 | 予選敗退 | 予選敗退 | 予選敗退 |
| ジェノ・ヘインズ     | 男子50m背泳ぎ     | 28秒41 | 43位 | 予選敗退 | 予選敗退 | 予選敗退 | 予選敗退 |
| ジェノ・ヘインズ     | 男子50mバタフライ | 25秒63 | 56位 | 予選敗退 | 予選敗退 | 予選敗退 | 予選敗退 |